# Universität Sevilla

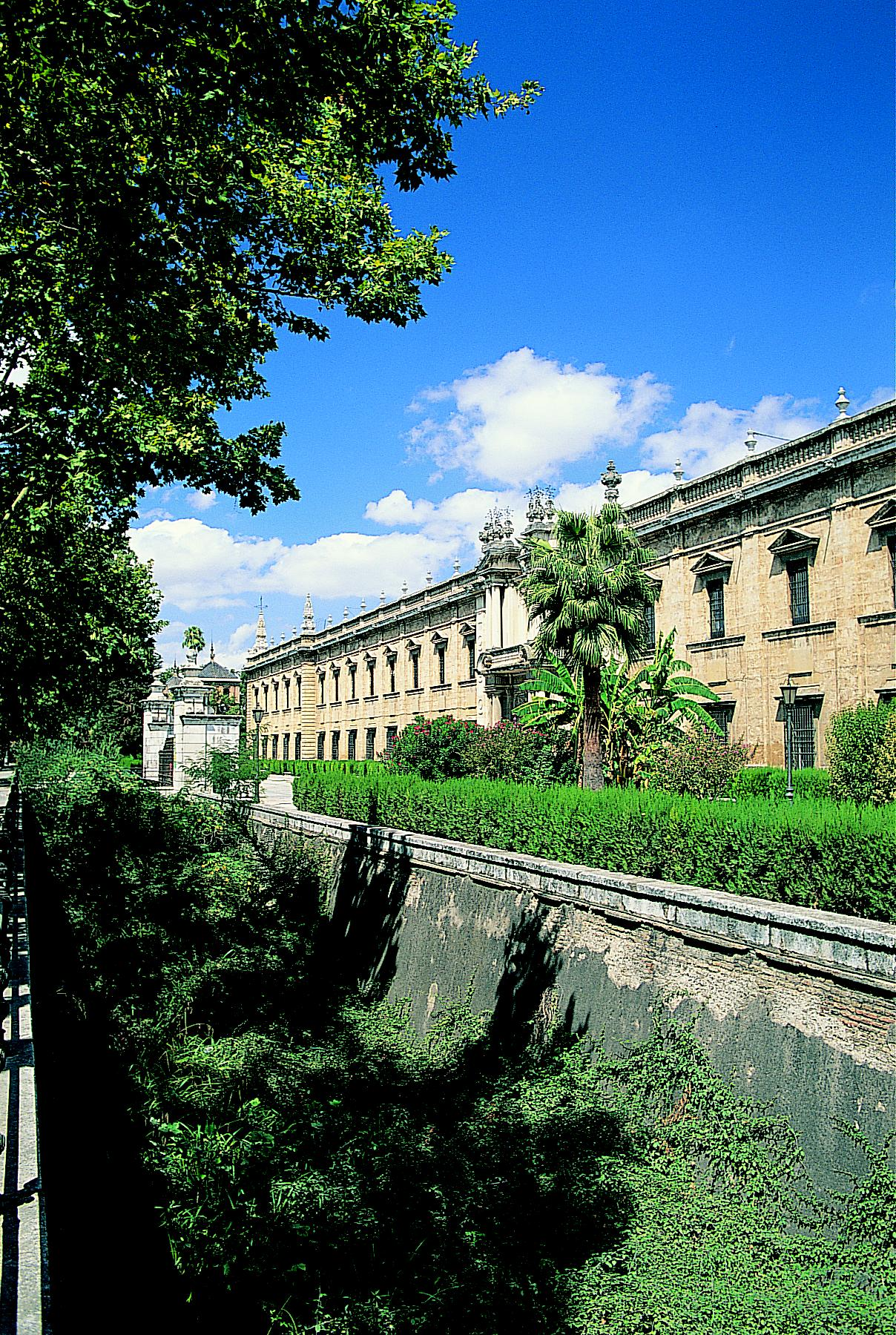
Hauptgebäude

Die Universität Sevilla (spanisch: Universidad de Sevilla) ist mit 73.350 Studenten (2004) eine der größten staatlichen Universitäten in Spanien und hat ihren Sitz in der Stadt Sevilla in Andalusien.

## Geschichte
Mitte des 13. Jahrhunderts organisierten die Dominikaner Schulen, um zur Mission Arabisch, Hebräisch und Griechisch zu lehren. Alfons der Weise gründete 1254 escuelas generales. Papst Alexander IV. anerkannte sie als generale litterarum studium in der Bulle vom 21. Juni 1260. Rodrigo Fernández de Santaella begann 1472 ein Gebäude für eine Universität zu bauen, die 1502 durch die katholischen Monarchen gegründet und 1505 durch Papst Julius II. bestätigt wurde. Abschlüsse waren wie meistens in Theologie, Philosophie, Rechtswissenschaften, Medizin zu erwerben.
Seit März 2002 stellt die Universität den gesamten Datenspeicher für die spanischsprachige Enciclopedia Libre.

## Lehrbetrieb
Es gibt fünf Institute mit insgesamt 122 Abteilungen. Die Universität hat Austausch unter anderem mit dem US-amerikanischen University of Virginia’s College at Wise in Virginia (seit 2000).